# 2225 Serkowski
2225 Serkowski este un asteroid din centura principală, descoperit pe 24 septembrie 1960 de PLS.